# Primo Gianotti
Primo Gianotti est un professeur d'éducation physique et un entraîneur uruguayen de football. 
Il remporte avec la sélection uruguayenne les Jeux olympiques 1928. Il fonde un club de football et une équipe de basket, le Club Atlético Aguada (es). 